# Cât de mult ne-am iubit
Cât de mult ne-am iubit (titlul original: în italiană C'eravamo tanto amati) este un film italian regizat de Ettore Scola în 1974, fimul făcând parte din subgenul Commedia all'italiana. Protagoniștii filmului sunt actorii Nino Manfredi, Vittorio Gassman, Stefano Satta Flores și Stefania Sandrelli.

## Conținut
Antonio, Gianni și Nicola se împrietenesc participând împreună în 1944 la eliberarea Italiei ocupate de Germania nazistă, iar după război militând în favoarea unei societăți mai drepte. Dar toți trei se îndrăgostesc de frumoasa Luciana și pe urmă se ceartă. Când se întâlnesc din nou, mulți ani au trecut și își dau seama că "voiam să schimbăm lumea și ne-a schimbat ea pe noi".

## Distribuție
- Nino Manfredi – Antonio
- Vittorio Gassman – Gianni
- Stefania Sandrelli – Luciana
- Stefano Satta Flores – Nicola
- Giovanna Ralli – Elide Catenacci

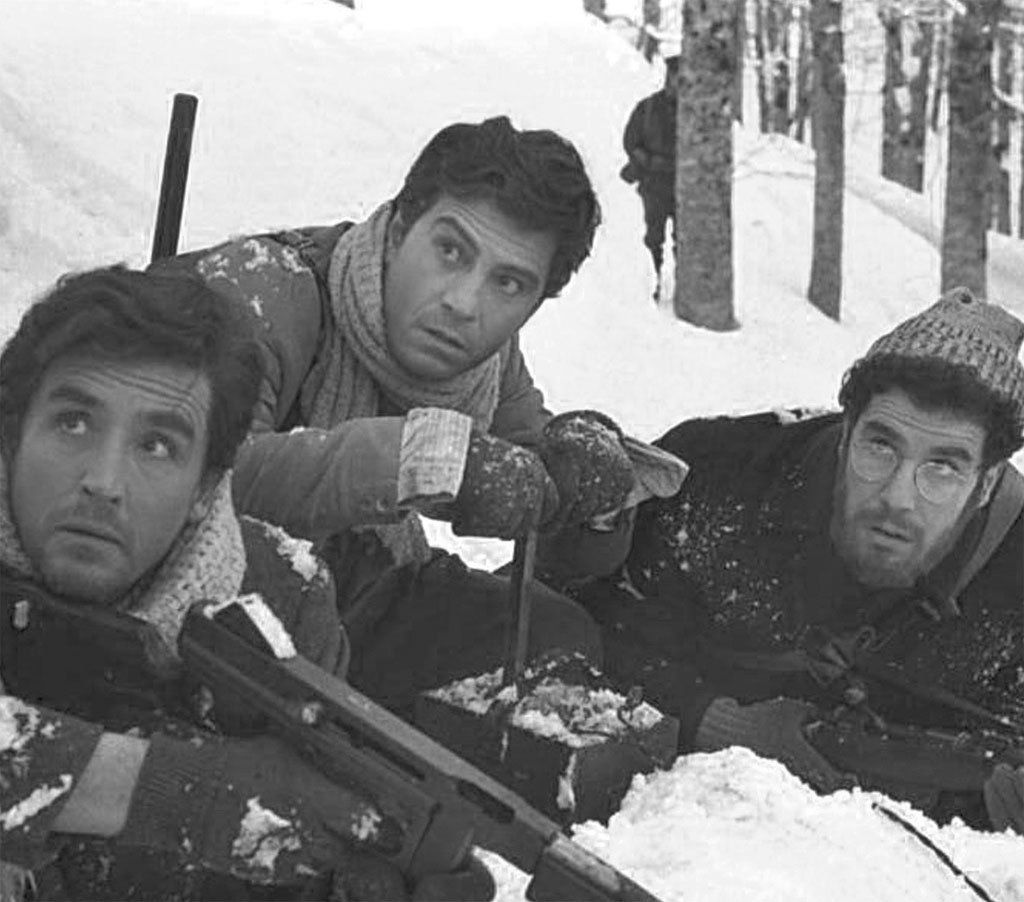
Vittorio Gassman, Nino Manfredi și Stefano Satta Flores într-o scenă din film

- Aldo Fabrizi – Romolo Catenacci, tatăl Elidei
- Federico Fellini – el însuși
- Marcello Mastroianni – el însuși
- Vittorio De Sica – el însuși

## Premii
- Premiul de aur 1975 pentru cel mai bun regizor la Festivalul de la Moscova
- Premiul César 1977 pentru cel mai bun film străin